# Joško Vlašić
Joško Vlašić (Spalato, 22 luglio 1956) è un ex multiplista jugoslavo, dal 1992 croato, vincitore di due medaglie ai Giochi del Mediterraneo.

## Biografia
Joško Vlašić è nato nel 1956 a Spalato. Mosse i primi passi da atleta nel ASK Spalato. Il suo allenatore Ante Tešija lo avviò verso il decathlon per la sua corporatura alta e magra. 
Negli anni a venire Vlašić divenne un atleta jugoslavo di spicco nella sua disciplina, vincendo cinque competizioni nazionali consecutive, dal 1979 al 1983.
Vinse due medaglie consecutive ai Giochi del Mediterraneo, la prima di bronzo nella città natia a Spalato 1979 e la seconda d'oro a Casablanca 1983.
Nel 1982 si laureò alla facoltà di Scienze motorie e sportive dell'Università di Zagabria.
È sposato con Venera Milin, sciatrice di fondo, con la quale ha avuto quattro figli: Blanka, Marin, Luka e Nikola. Alla prima figlia Blanka, campionessa mondiale di salto in alto, nata nel 1983, diede il nome in onore della vittoria a Casablanca dello stesso anno.

## Palmarès
| Anno | Manifestazione          | Sede       | Evento    | Risultato | Prestazione | Note |
| ---- | ----------------------- | ---------- | --------- | --------- | ----------- | ---- |
| 1979 | Giochi del Mediterraneo | Spalato    | Decathlon | Bronzo    | 7 327 p.    |      |
| 1983 | Mondiali                | Helsinki   | Decathlon | 16º       | 7 329 p.    |      |
| 1983 | Giochi del Mediterraneo | Casablanca | Decathlon | Oro       | 7 440 p.    |      |